# Храм Петра и Павла (Лаптовицы)
Церковь Петра и Павла — православный храм в селе Лаптовицы Гдовского района Псковской области.
Каменный Петропавловский храм был построен в 1860—1890 годах и относился к приходу соседней деревни Каменный Конец. Здание церкви представляет собой четверик с пощипцовыми завершениями фасадов, с алтарём и притвором, завершённый деревянным, обшитым железом барабаном под каркасным шатром.
В советское время храм был закрыт, в 1990 -х годах началось его восстановление и храм снова освятили. По статусу епархии по состоянию на 2021 год храм действует.